# شیکرها

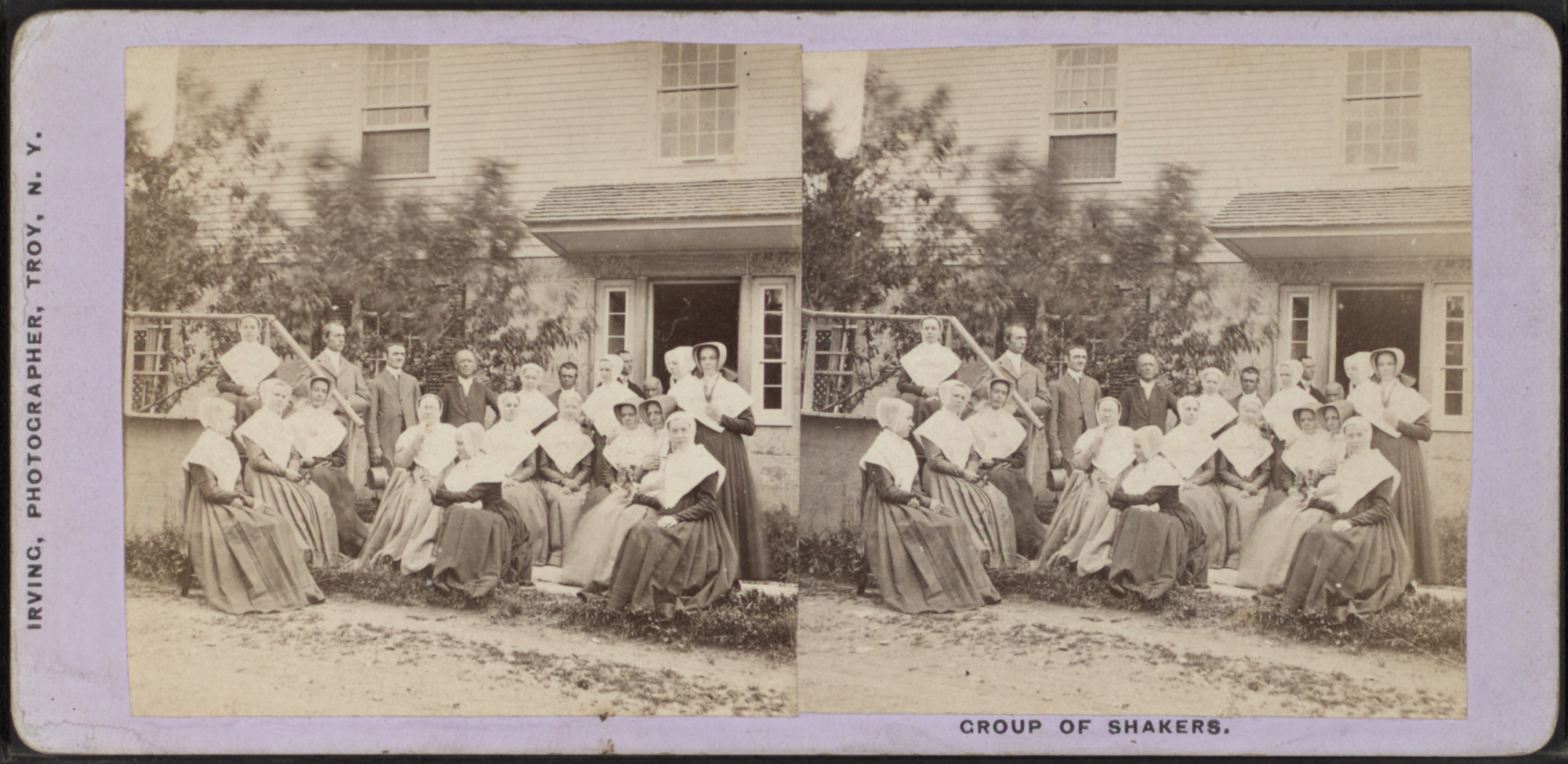
یک گروه شاکریسم

شِیکرها (انگلیسی: Shakers) یک فرقه هزاره‌گرا استعادیه مسیحی است که ۱۷۴۷ در انگلستان پایه‌گذاری و سپس در دهه ۱۷۸۰ در ایالات متحده سازماندهی شد. آنها در ابتدا به دلیل رفتار هیجان‌انگیزشان در مراسم عبادت به عنوان «کوئیکرها» شناخته می‌شدند. زنان با حمایت از آرمان‌های مساوات‌خواهی، نقش‌های رهبری معنوی را در کنار مردان به عهده گرفتند، از جمله رهبران مؤسس مانند جین واردلی، آن لی و لوسی رایت. شاکرها از انگلستان مهاجرت کردند و درمستعمرات سیزده‌گانه آمریکا، با اسکان اولیه در مستعمره واترویلت، نیویورک (کنونی)، در سال ۱۷۷۴، ساکن شدند. سبک زندگی آنها آرمان‌شهری، صلح‌جویی، مسیحیت کاریزماتیک، و برابری جنسیتی بود، که در دهه ۱۷۸۰ در جامعه خود نهادینه کردند. آنها همچنین به دلیل زندگی ساده، معماری، نوآوری‌های فناورانه، موسیقی و مبلمان خود شناخته شده‌اند.

## جرد و فرزندان
شیکرها مجرد بودند. تولیدمثل پس از پیوستن آنها به جامعه ممنوع شد (به جز زنانی که در بدو ورود حامله بودند). کودکان از طریق قرارداد، فرزندخواندگی یا تبدیل به جوامع خود اضافه می‌شدند. گاهی یک بچه زاده شده به‌طور ناشناس در آستانه خانه شیکر رها می‌شد.